# 贝纳多·贝洛托

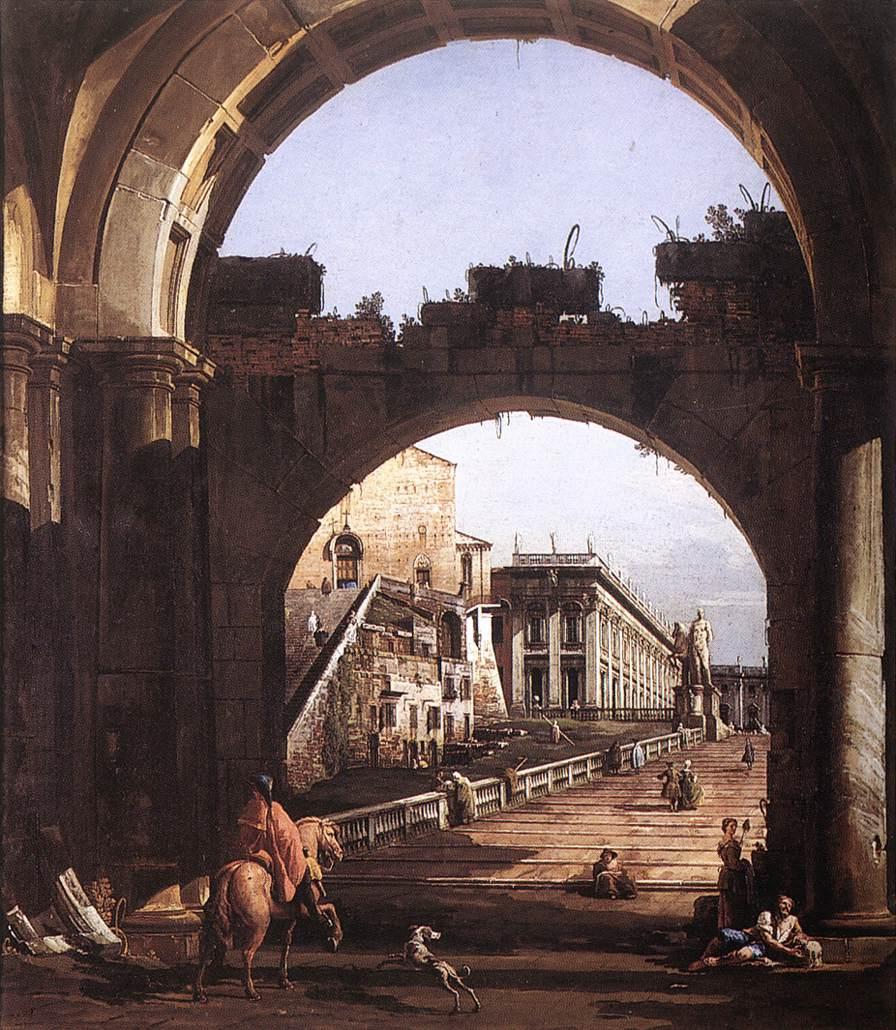
首都随想（Capriccio of the Capital）

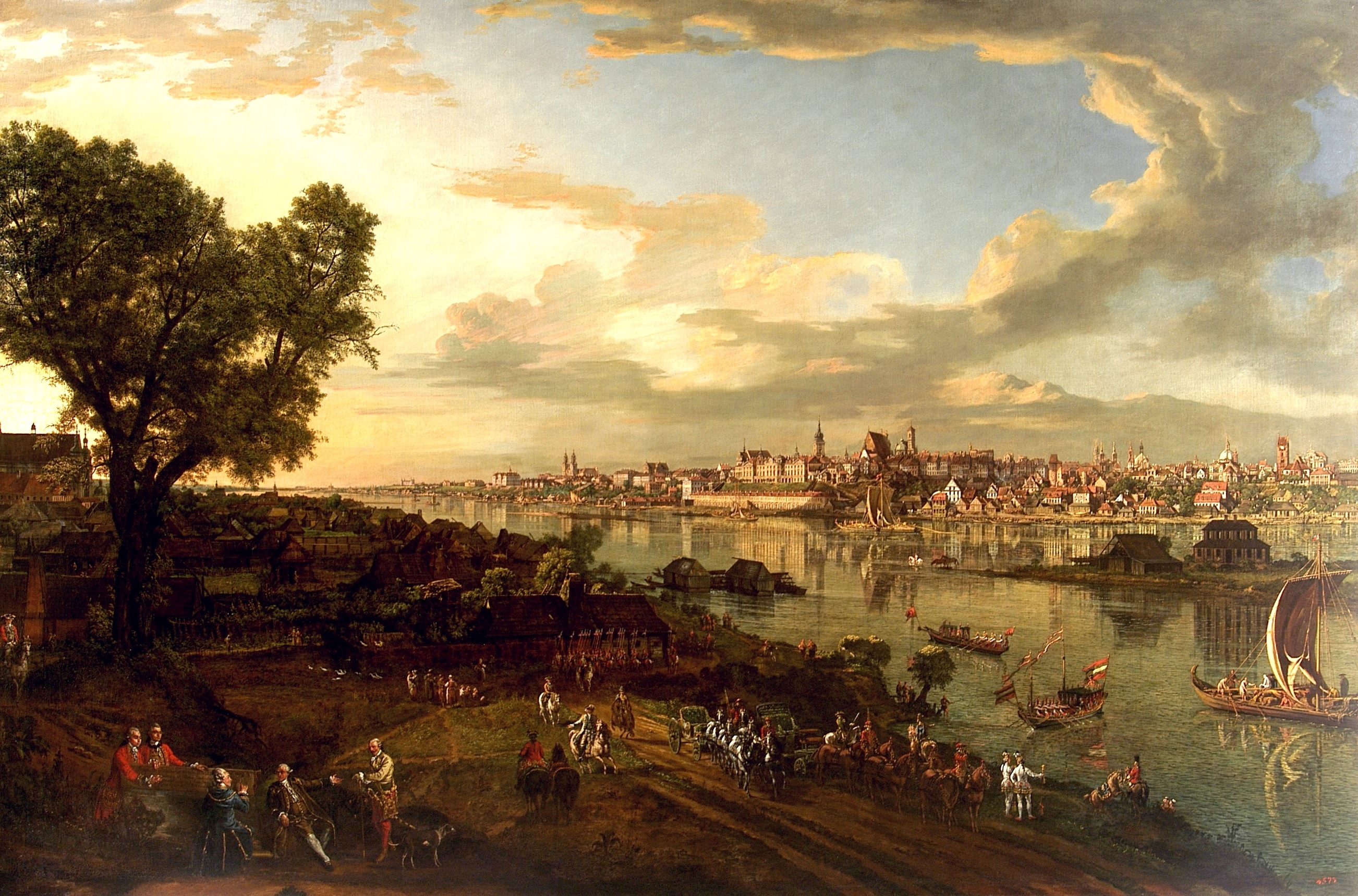
从布拉加河岸上看华沙（View of Warsaw from Praga），作于1770年

贝纳多·贝洛托（Bernardo Bellotto）（1721年或1722年—1780年10月17日）是一位威尼斯的城市风景画家、蚀刻版画画家，以其为欧洲城市（德累斯顿，维也纳，都灵和华沙）创作的风景画闻名。他是卡纳列托的学生兼外甥，有时会借用卡纳列托的大名，在自己的作品上署名贝纳多·卡纳列托（Bernardo Canaletto）。尤其是在德国，被归为卡纳列托所作的绘画，实际上可能是由贝洛托所作。
贝洛托的风格特点体现在精心绘制的建筑和自然景观，以及画面上每一处鲜明的明暗对比。贝洛托和其他威尼斯风景画大师为了高精度地描绘城市风景，很可能使用了暗箱成像。

## 生平
贝洛托出生在威尼斯，父亲是洛伦佐·安东尼奥·贝洛托（Lorenzo Antonio Bellotto），母亲是著名画家卡纳列托的妹妹费奥伦扎·卡纳尔（Fiorenza Canal）。贝洛托早年在他舅舅的工作室里学画。
1742年，贝洛托移居罗马，在那里他创作了罗马的风景画。在1744年和1745年中，他前往意大利北部，为每个城市绘制风景画。他是为萨伏依王朝的卡洛·埃马努埃莱三世作画的众多画师之一。
1747年到1758年之间，贝洛托接受波兰的奥古斯特三世的邀请，移居德累斯顿。他创作了德累斯顿和皮尔纳及其周围城市的风景画。由于二战期间德累斯顿遭遇轰炸，城市被毁，这些画作作为珍贵的记忆保存着德累斯顿往昔的美。
贝洛托在国际上声誉渐渐增长。1758年，他接受了奥地利女大公玛丽亚·特蕾西亚的邀请来到维也纳，绘制了很多维也纳古迹的风景画。此后，他一度在慕尼黑从事创作，后来再次回到德累斯顿。
1763年，常住在德累斯顿的萨克森选帝侯波兰的奥古斯特三世逝世，贝洛托的作品在德累斯顿没有以前那么重要了。为此，他离开了德累斯顿，前往圣彼得堡，到叶卡捷琳娜二世的宫廷中寻求机会。然而，1764年他前往圣彼得堡的途中， 波兰新当选的国王斯坦尼斯瓦夫二世向他发来邀请。贝洛托欣然接受了邀请，成为斯坦尼斯瓦夫二世在华沙的宫廷画家。

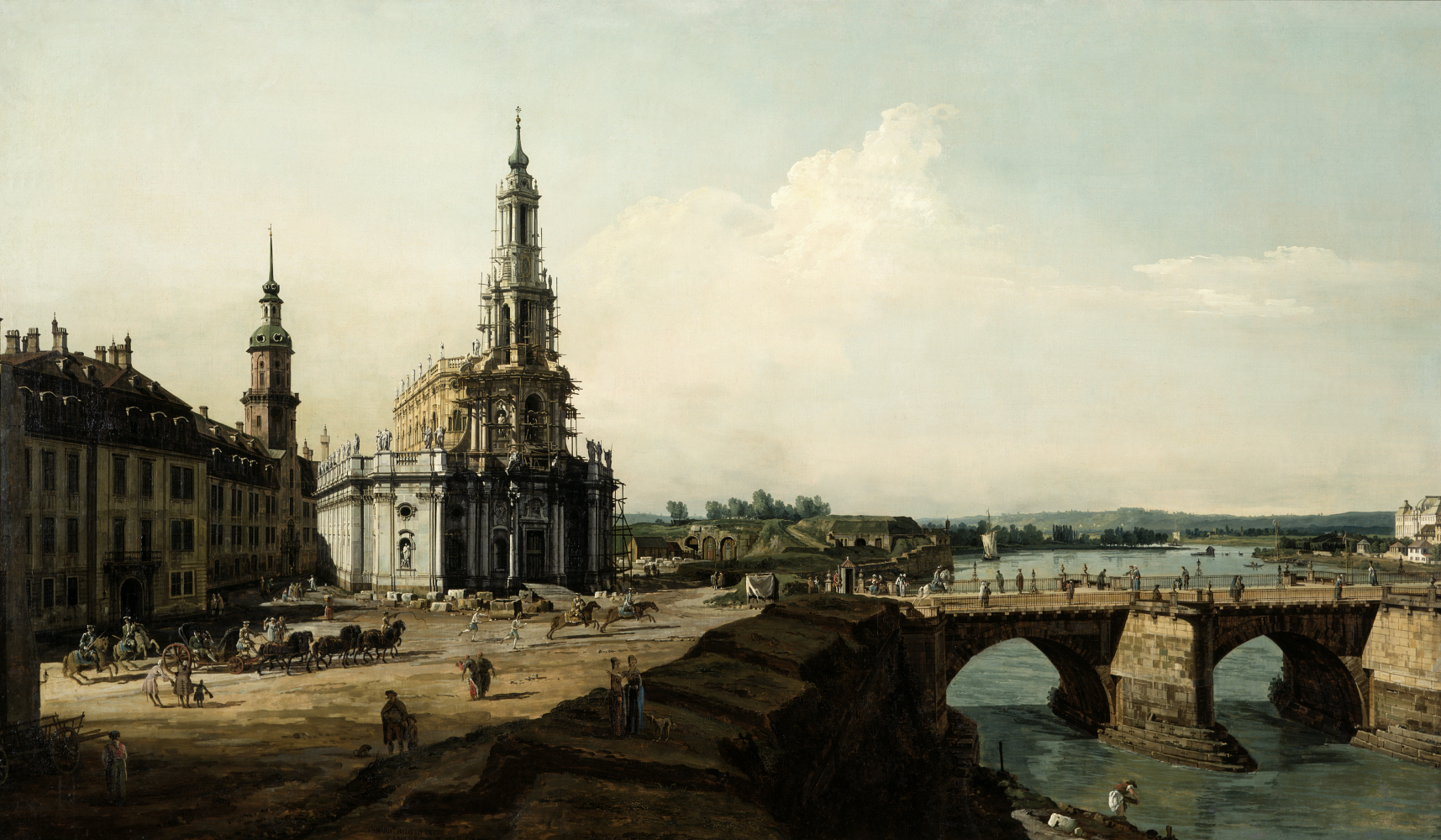
易北河右侧，奥古斯特桥下的德累斯顿风景

贝洛托在华沙度过了余生。这16年间，作为国王的宫廷画家，他以华沙和邻近地区为题材创作了不计其数的风景画。他的这些作品后来被转移到莫斯科和列宁格勒，后来归还给波兰共产党政府，并作为华沙重建的参考资料（二战期间，华沙几乎被德军夷为平地）。
除华沙之外，波兰克拉科夫的恰尔托雷斯基博物馆亦收藏有贝洛托的作品。德累斯顿国家艺术收藏馆历代大师画廊里也收藏有他的作品，其中《易北河右侧，奥古斯特桥下的德累斯顿风景》于2011年到2012年间在中国国家博物馆与德国合办的“启蒙的艺术”展览中展出。

## 脚注
1. ↑  . Museo Correr exposition information. Fondazione Musei Civici Venezia.   [3 April 2011]. （原始内容存档于2012-03-22）.
2. ↑  . National Gallery collection catalogue. National Gallery of Britain.   [4 April 2011]. （原始内容存档于2012-02-03）.